# Nick Gehlfuss
 (juillet 2019).
Si vous disposez d'ouvrages ou d'articles de référence ou si vous connaissez des sites web de qualité traitant du thème abordé ici, merci de compléter l'article en donnant les références utiles à sa vérifiabilité et en les liant à la section « Notes et références ».
Nicholas Alan "Nick" Gehlfuss, né le 21 janvier 1985 à Cleveland (Ohio), est un acteur américain.  

## Biographie
Nicholas Gehlfuss est né le 21 janvier 1985 à Cleveland (Ohio).
Il a grandi à Chesterland et est diplômé du West Geauga High School (en).

### Vie privée
Le 14 mai 2016, à Louisville dans l'Ohio, Nick épouse Lilian Matsuda, sa compagne de longue date. Il vit à Chicago, avec cette dernière.

## Carrière
Depuis novembre 2015, il incarne le personnage de Will Halstead dans Chicago Med, aux côtés de Brian Tee, Colin Donnell, Torrey DeVitto.

## Filmographie

### Cinéma

#### Longs métrages
- 2009 : Sam Steele and the Junior Detective Agency de Tom Whitus : Martinson Radio (voix)
- 2013 : In Lieu of Flowers de Willam Savage : Mitch
- 2014 : Love and Mercy de Bill Pohlad : Bruce Johnston
- 2016 : Equity de Meera Menon : Gabe

### Télévision

#### Séries télévisées
- 2010 : American Wives : Joe Cory
- 2011 : The Good Wife : Jesse
- 2011 : The Wingman : Nick
- 2011 : Blue Blood : Jimmy the Bookie
- 2012 : Person of Interest : Jack Hughes
- 2013 : Rizzoli and Isles : Jack Robert
- 2013 : The Glades : Randy Dillard
- 2013 : The Newsroom : Ross Kessler
- 2014 : Shameless : Robbie Pratt
- 2014 : Royal Pains : Lance
- 2014 : First Murder : Mark Strauss
- 2014 : Longmire : Cameron Maddox
- 2015 : Philadelphia : Sean
- 2015 : Constantine : Dr Thomas Galen
- 2015 : Power : Lee
- 2015 : The Mystery of Matter: Search for the Elements : Glenn Seaborg
- 2015 - présent : Chicago Med : Dr Will Halstead
- 2015 - présent : Chicago Police Department : Dr Will Halstead
- 2015 - présent : Chicago Fire : Dr Will Halstead